# 兵庫県道127号浜坂港浜坂停車場線
兵庫県道127号浜坂港浜坂停車場線（ひょうごけんどう127ごう はまさかこうはまさかていしゃじょうせん）は、兵庫県美方郡新温泉町を通る一般県道である。

## 概要
美方郡新温泉町芦屋から美方郡新温泉町浜坂に至る。

### 路線データ
- 起点：美方郡新温泉町芦屋（兵庫県道260号三尾浜坂線終点）
- 終点：美方郡新温泉町浜坂（JR西日本山陰本線 浜坂駅前、兵庫県道167号浜坂停車場線起点）
- 総延長：1.287 km

## 路線状況

### 重複区間
- 兵庫県道167号浜坂停車場線（美方郡新温泉町浜坂）

## 地理

### 通過する自治体
- 美方郡新温泉町

### 交差する道路
| 交差する道路                           | 交差する場所 | 交差する場所 |
| -------------------------------------- | ------------ | ------------ |
| 兵庫県道260号三尾浜坂線                | 芦屋         | 起点         |
| 兵庫県道167号浜坂停車場線 重複区間起点 | 浜坂         |              |
| 兵庫県道167号浜坂停車場線 重複区間終点 | 浜坂         | 終点         |

### 沿線
- 兵庫県立浜坂高等学校
- 新温泉町立浜坂小学校
- 新温泉町役場
- JR西日本山陰本線 浜坂駅